# Ислам на Мадагаскаре

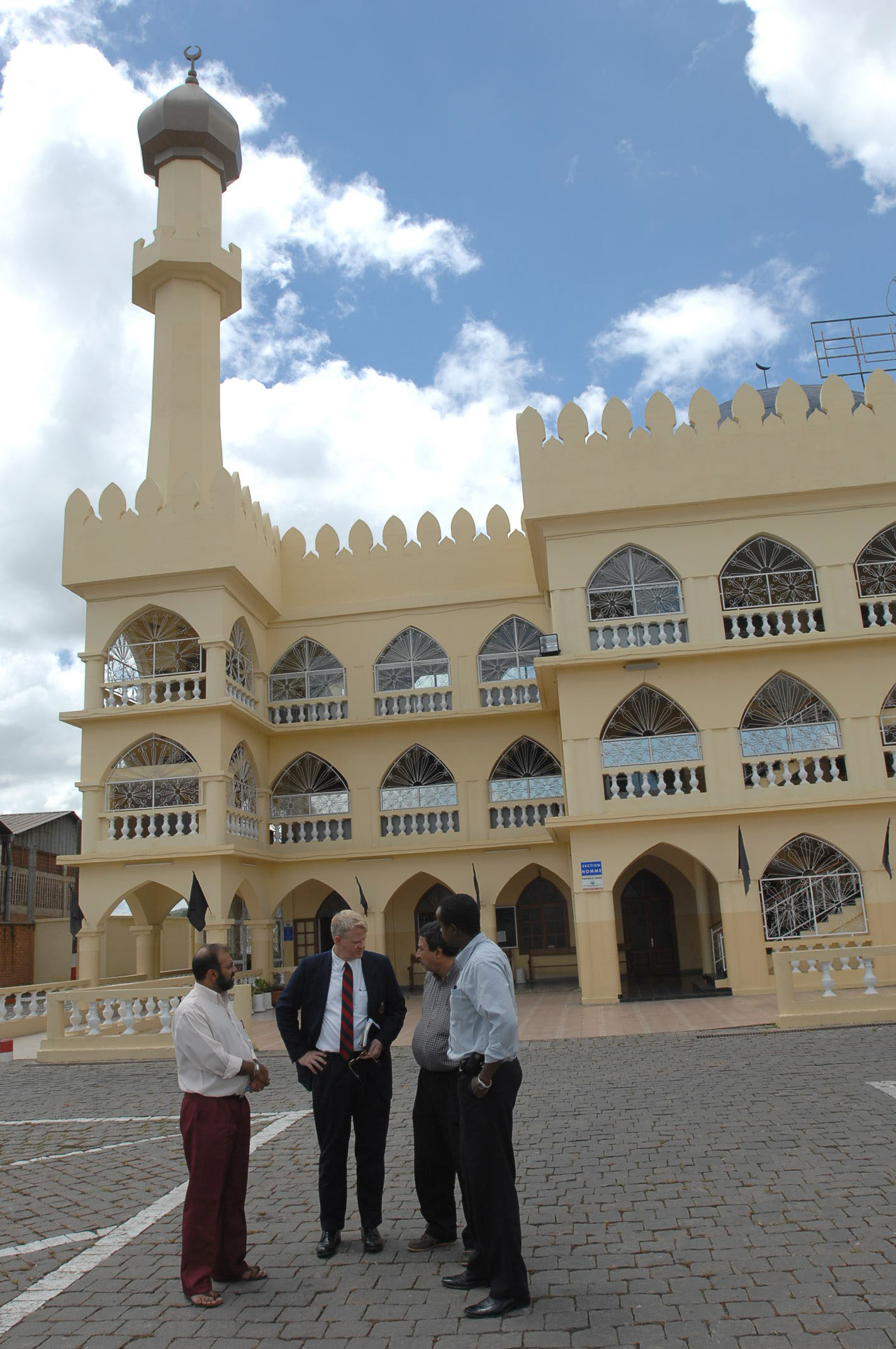
Мечеть в Антананариву

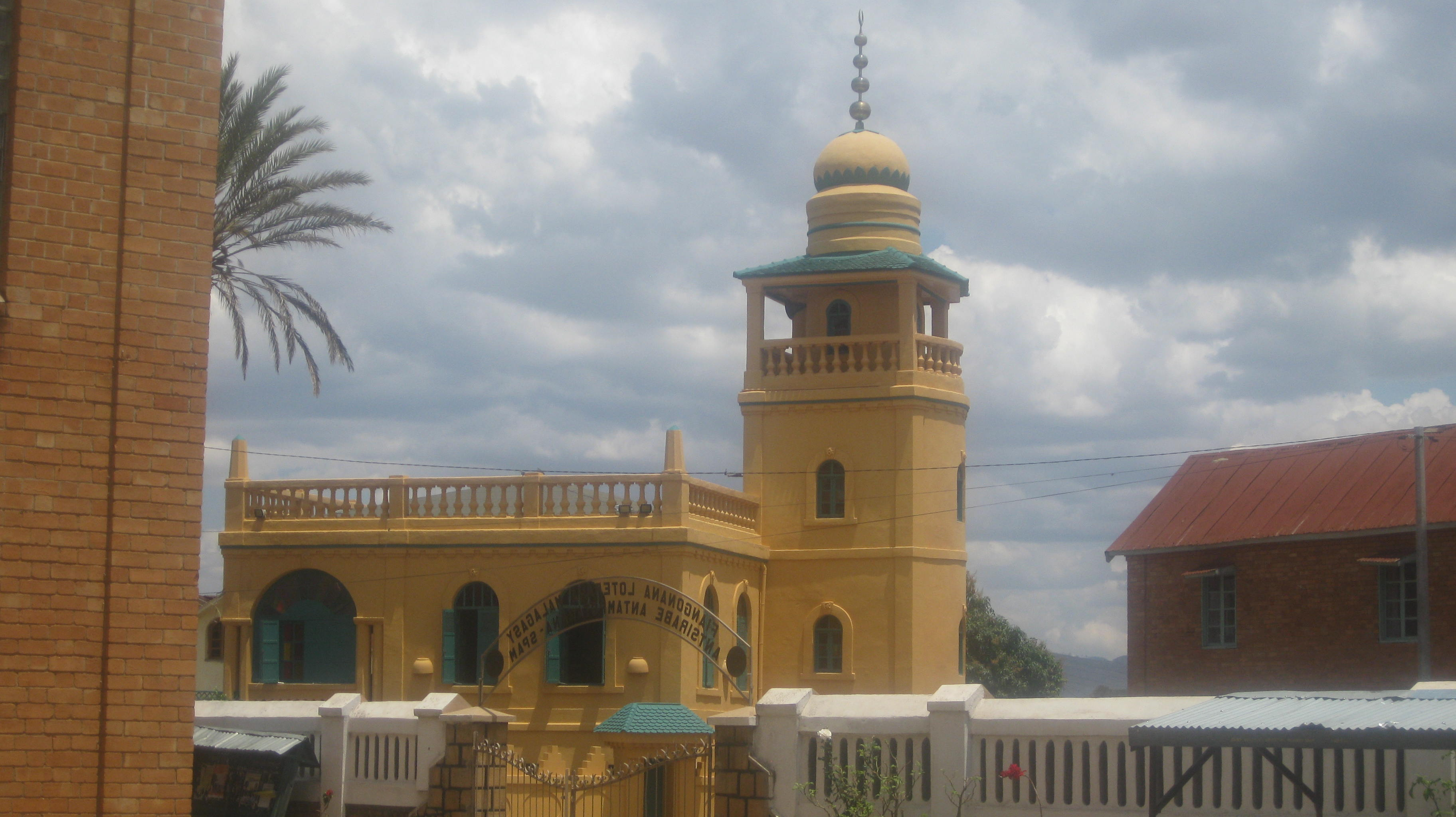
Мечеть в Анцирабе

Исла́м на Мадагаска́ре не имеет большого числа последователей, его исповедуют менее 7 % населения этой страны.

## История
Впервые мусульмане появились на Мадагаскаре в 632 году. Это были мигранты с Аравийского полуострова, которые бежали из-за гражданской войны разыгравшейся после смерти пророка Мухаммеда. В X -XI веках на западном побережье Мадагаскара обосновались арабские и занзибарские купцы. Также, мусульманские летописи говорят о нескольких волнах иммиграции из Йемена.

## Современное положение
Около 7 % населения исповедуют ислам. Почти все мусульмане на Мадагаскаре сунниты шафиитского мазхаба, но есть небольшое количество ахмадитов, который появились в стране в 1980-х годах.